# Acetal
Acetaler är en typ av föreningar där en kolatom på en kolkedja är bunden till ett väte samt till två kolkedjor via två syreatomer. Om en av dessa kolkedjor på syrena ersätts med ett väte får man en hemiacetal. Båda typerna kallas dock allmänt acetaler. (Om vätet på den omtalade kolatomen ersätts med en kolkedja får man en ketal.)
Acetaler är bara stabila i neutral eller basisk miljö. De används ofta som skyddsgrupper för att skydda karbonylgrupper vid syntes.
Strukturformel, "full" acetal:
```
 R   O-R'
  \ /
   C
  / \
 H   O-R
```

Strukturformel, hemiacetal:
```
 R   O-R'
  \ /
   C
  / \
 H   OH   ← Skillnad!
```

## Exempel

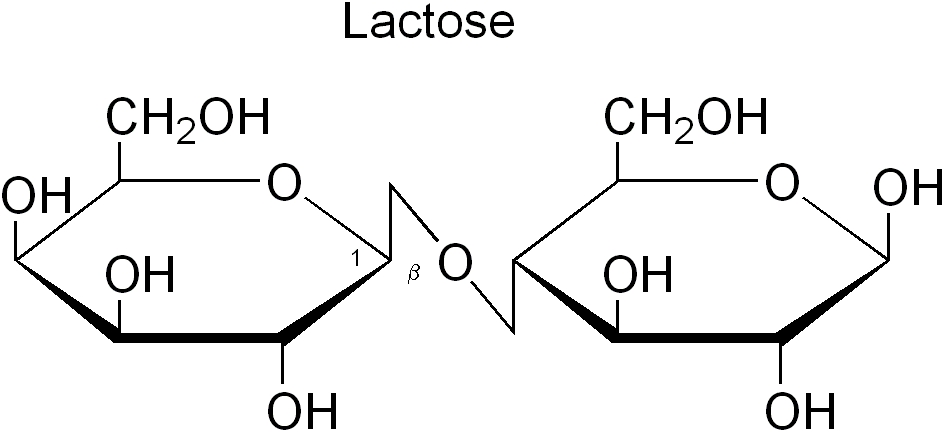
Figur 1. Disackariden laktos, strukturformel.

I figur 1 är kol nummer 1 bundet till två syreatomer, som vardera är bundet till en kolkedja (väteatomen är inte utritad). Detta är en acetalgrupp. 
Skillnaden med en hemiacetalgrupp ser man tydligt om man istället tittar på kolet längst till höger i bilden. Där sitter kolet bundet till en syreatom som är bundet till en kolkedja, medan den andra syreatomen är bunden till ett väte.

## Framställning
Acetaler kan bildas genom addition av en alkohol till en aldehyd. Vid reaktion mellan dessa två bildas först hemiacetalen och om denna får reagera med en till alkohol så bildas en "full" acetal.

### Steg 1: Bildning av hemiacetal
```
       O              R   O-R'
      //               \ /
   R-C    +  R'OH  →    C
      \                / \
       H              H   OH
(Aldehyd) (Alkohol)  (Hemiacetal)
```

### Steg 2: Bildning av full acetal
```
   R   O-R'           R   O-R'
    \ /               \ /
     C   +  R'OH  →    C   +  H20
    / \               / \
   H   OH            H   O-R'
(Hemiacetal) (Alkohol)  (Acetal)
```